# Gniazdo (etologia)

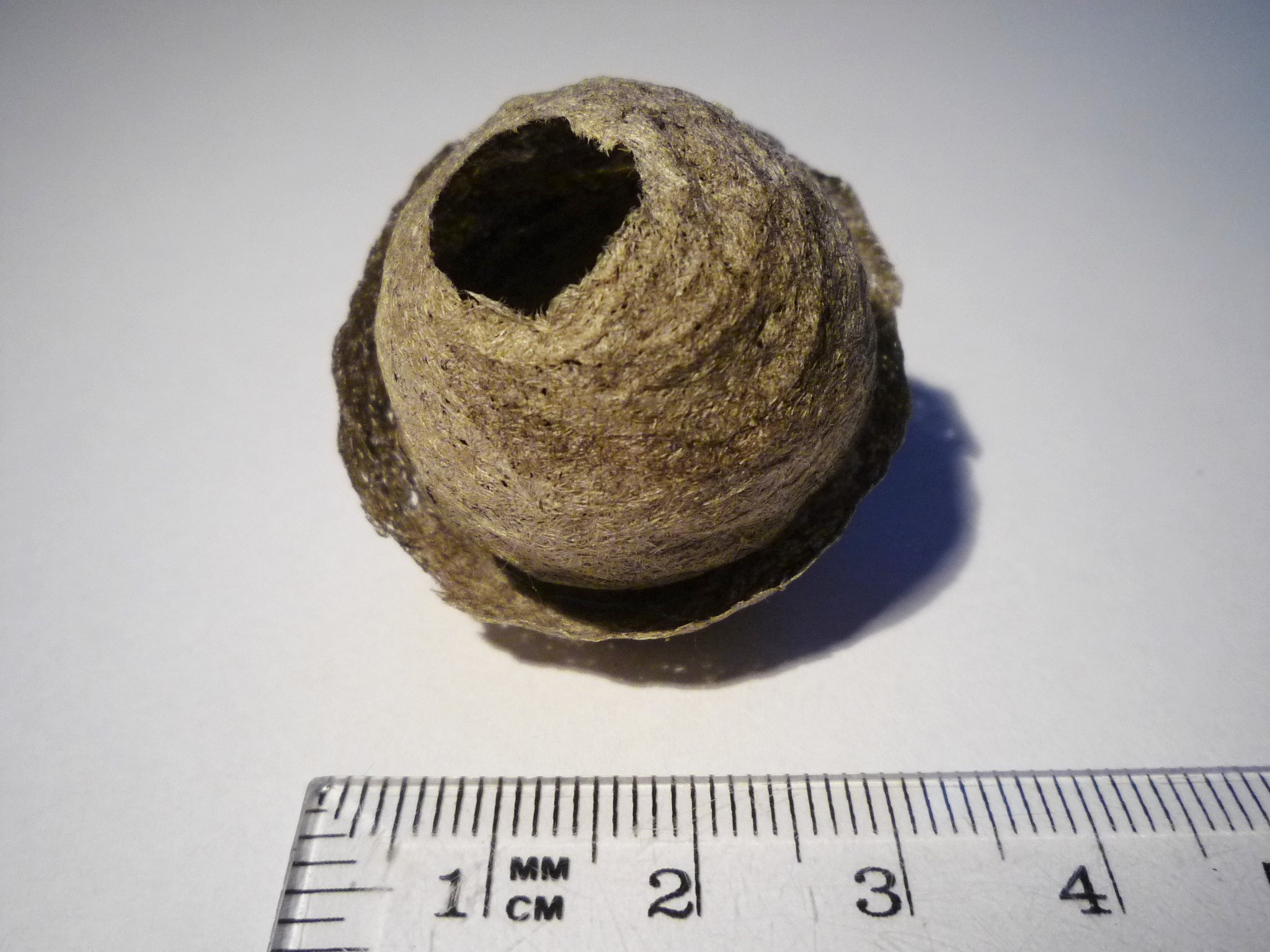
Gniazdo os

Gniazdo – różnego typu konstrukcje, wykonane i wykorzystywane przez zwierzęta jako schronienie, a zwłaszcza jako miejsce wylęgu i odchowywania młodych. Gniazda budują stawonogi, ryby, żaby, ptaki, a także gady. Gniazda pełniące funkcje inkubatorów budowały również dinozaury. Ssaki budują zwykle gniazda mieszkalne lub legowiska.

## Ptasie gniazda

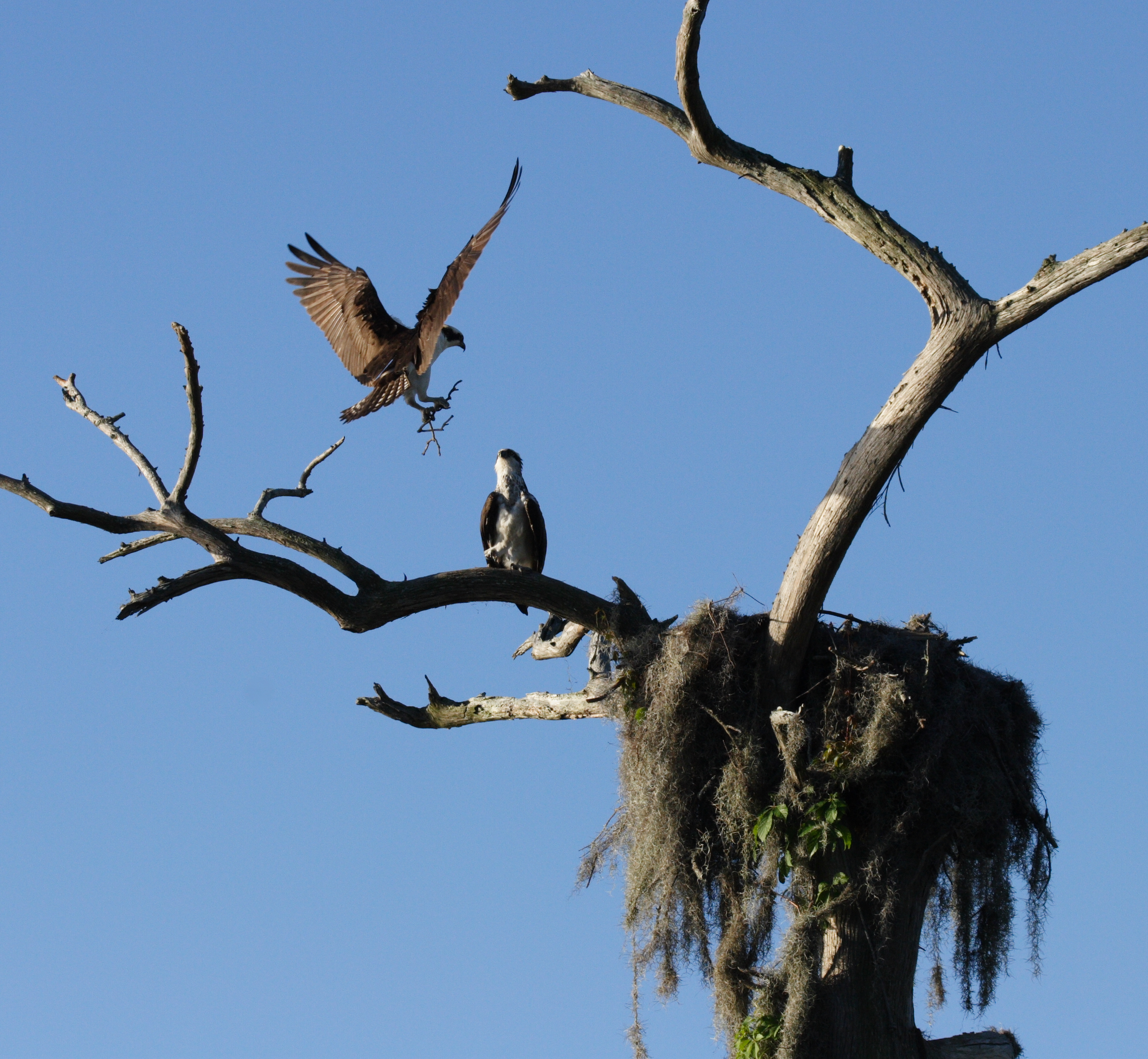
Rybołów przynoszący gałęzie do budowy gniazda (samiec)

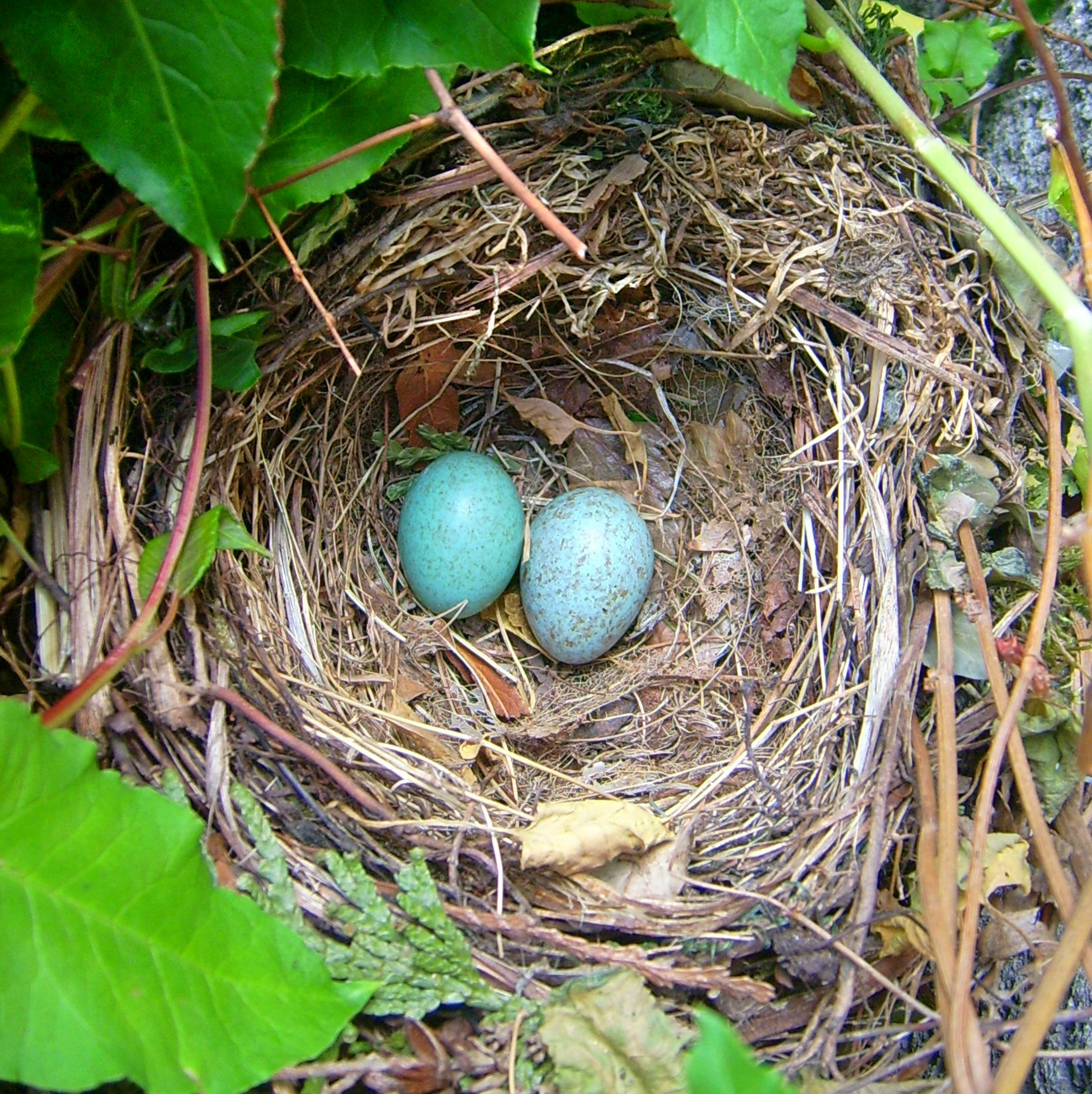
Gniazdo kosa z jajami

Szczególnie zróżnicowane gniazda budują ptaki. Służą im do wysiadywania jaj, odchowywania potomstwa, pielęgnacji lęgu lub miotu, jak również odgrywają ważną rolę przy kojarzeniu par. Instynkt budowania gniazd jest ściśle związany z rozwojem gruczołów płciowych.
Do budowy gniazd ptaki wykorzystują: trawę, gałązki, liście (w tym igły), mech, porosty, bawełnę, pajęczynę, kokony, sierść, pióra, szkielety wyrzuconych z gniazda piskląt, nici, papier, paski zaciskające.
Na podstawie badań gniazd można ustalić:
- filogenezę ptaków
- dietę ptaków
- warunki środowiska

Okazało się, że gniazda dużych ptaków (takich jak orlik grubodzioby i bocian biały) mogą być małymi centrami bioróżnorodności. Na Bagnach Biebrzańskich z gniazd orlika grubodziobego lub krzykliwego korzystało aż 67 gatunków innych ptaków i dwa gatunki ssaków, co jest rekordem w skali światowej. W gniazdach bociana białego przez lata akumulacji materiału przekształca się on w glebę ornitogeniczną o parametrach przypominających gleby organiczne. W glebie tej żyją liczne organizmy edafonowe i znajduje się glebowy bank nasion. 

### Budowa gniazda

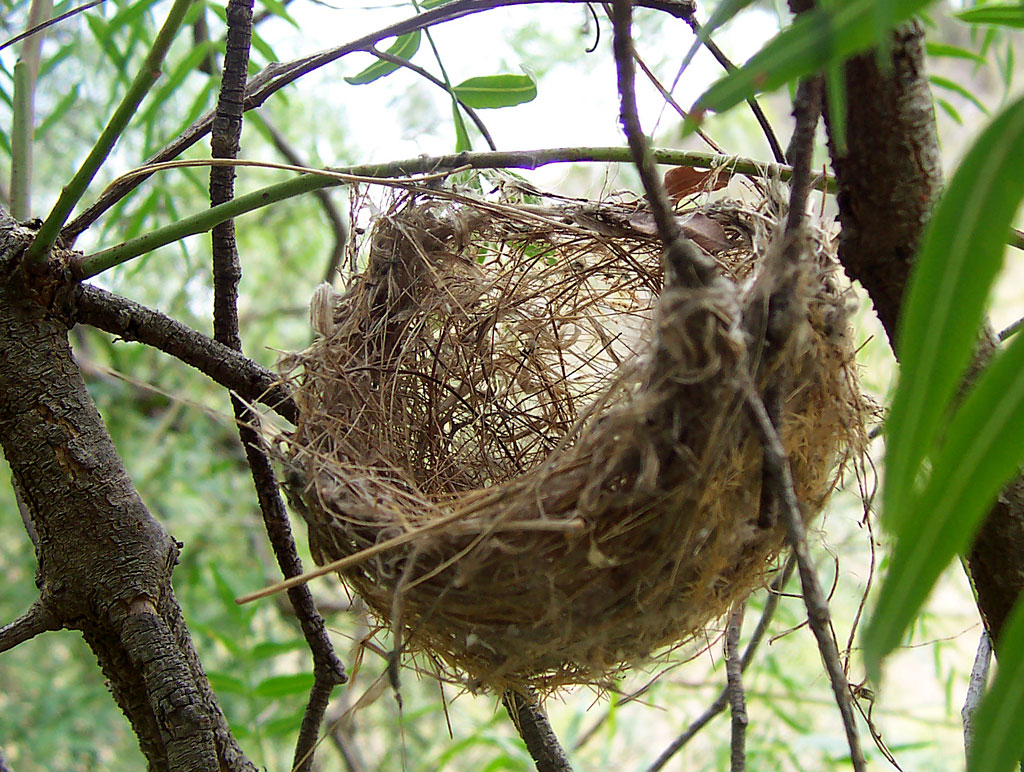
Gniazdo – kosz

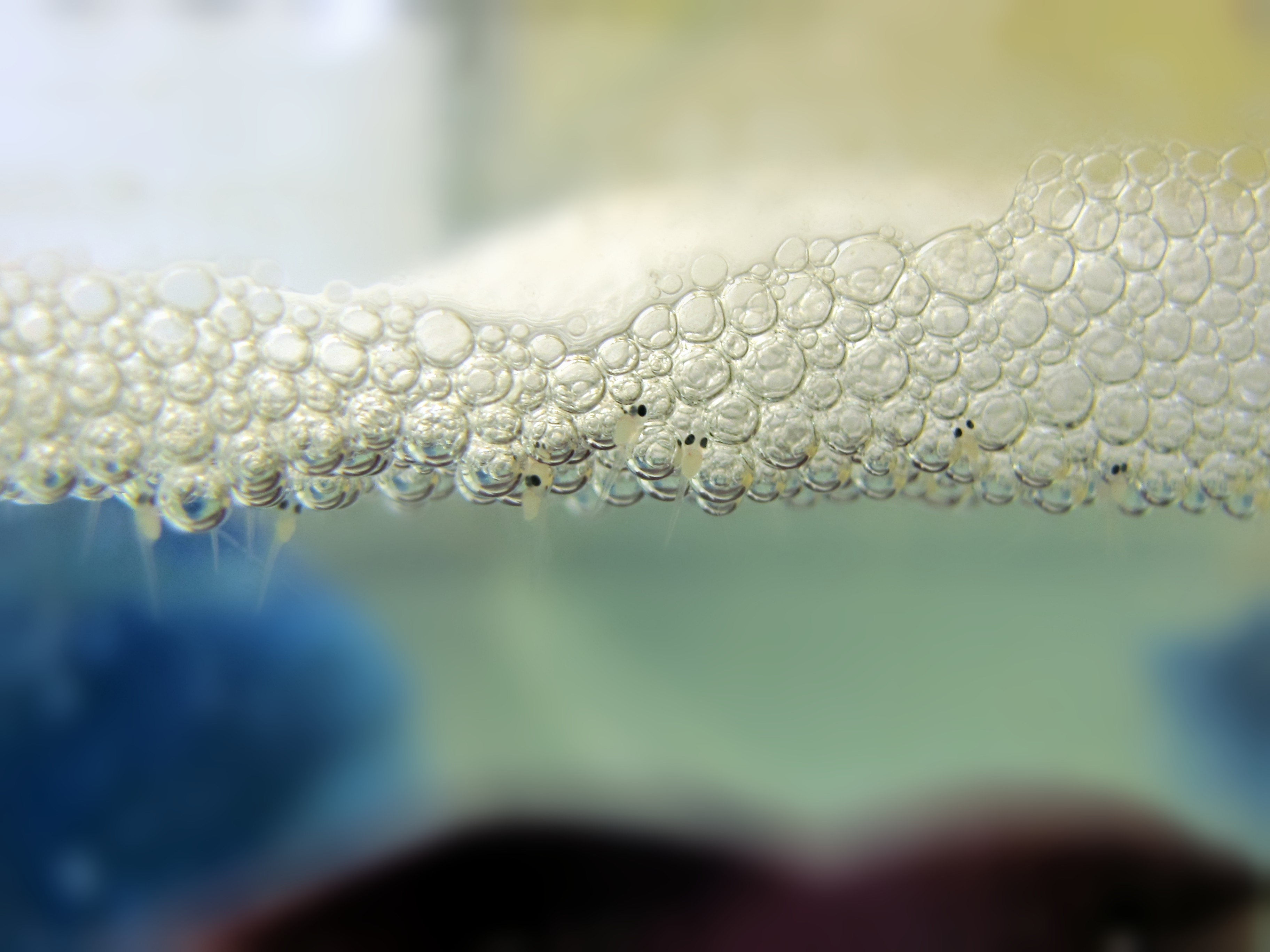
Gniazdo budowane przez ryby z rodzaju Betta (bojowniki)

Gniazda budowane są przez samicę, samca lub oba dorosłe ptaki. W przypadku niektórych ptaków (np. wikłaczy) wielka kolonia wznosi ogromną konstrukcję w koronach drzew, gdzie znajdują się gniazda poszczególnych par.
Mniejsze ptaki do każdego lęgu przygotowują nowe gniazdo, natomiast ptaki duże wykorzystują swoje pierwsze gniazdo wielokrotnie, dobudowując co roku nowe elementy. Małe ptaki budują proste gniazdo w okresie 4-5 dni.
Nie wszystkie ptaki budują gniazda – niektóre wykorzystują konstrukcje stworzone przez inne gatunki (np. uszatki zasiedlają gniazda po ptakach krukowatych), inne ptaki drążą swoje gniazda w urwistych brzegach (brzegówka, zimorodek) lub wykuwają je w pniach drzew (dzięcioły). Wiele gatunków ptaków składa jaja w gnieździe grzebanym w postaci dołka (kuraki) oraz gnieździe budowanym w kształcie kopców lęgowych (nogale).

### Kultura
Kolekcjonerstwo gniazd było hobby w XIX wieku, później zostało zakazane. Lloyd Kiff jest właścicielem 18-tysięcznej kolekcji.